# 1승 (영화)
1승(영어: One Win)은 2024년 개봉한 대한민국의 영화이다.

## 기획 의도
인생에서 단 한번의 성공도 맛본 적 없는 배구 감독이 단 한번의 1승만 하면 되는 여자 배구단을 만나면서 도전에 나서는 이야기

## 제작진

### 제작사
- (주) 루스이소니도스

### 감독&각본
- 신연식

## 출연진

### 주연
- 송강호 : 김우진 역 (우년기: 최현수)
- 박정민 : 강정원 역
- 장윤주 : 방수지 역
- 신윤주

### 조연
- 시은미 : 이민희 역
- 장수임 : 오보라 역
- 차수민 : 유하니 역
- 송이재 : 안소연 역
- 박명훈 : 반 단장 역
- 이민지 : 유키 역
- 구시연 : 정아 역
- 이동근 : 아나운서 역
- 나현우 : 치킨 남 역
- 오경화 : 복자 역
- 김홍파 : 문오성 감독 역

### 특별출연
- 조정석
- 김연경
- 하경민
- 한유미
- 신진식
- 김세진